# Shakir Ali Noori
Shakir Ali Noorie (également écrit comme Muhammad Shākīr Alī Nūrī) est un érudit musulman sunnite indien, prédicateur et actuel président du Sunni Dawate Islami, une organisation religieuse apolitique à Mumbai, en Inde. Il figurait parmi les 500 meilleurs musulmans dans Les 500 musulmans les plus influents publié par le Royal Islamic Strategic Studies Center.